# Backhendl

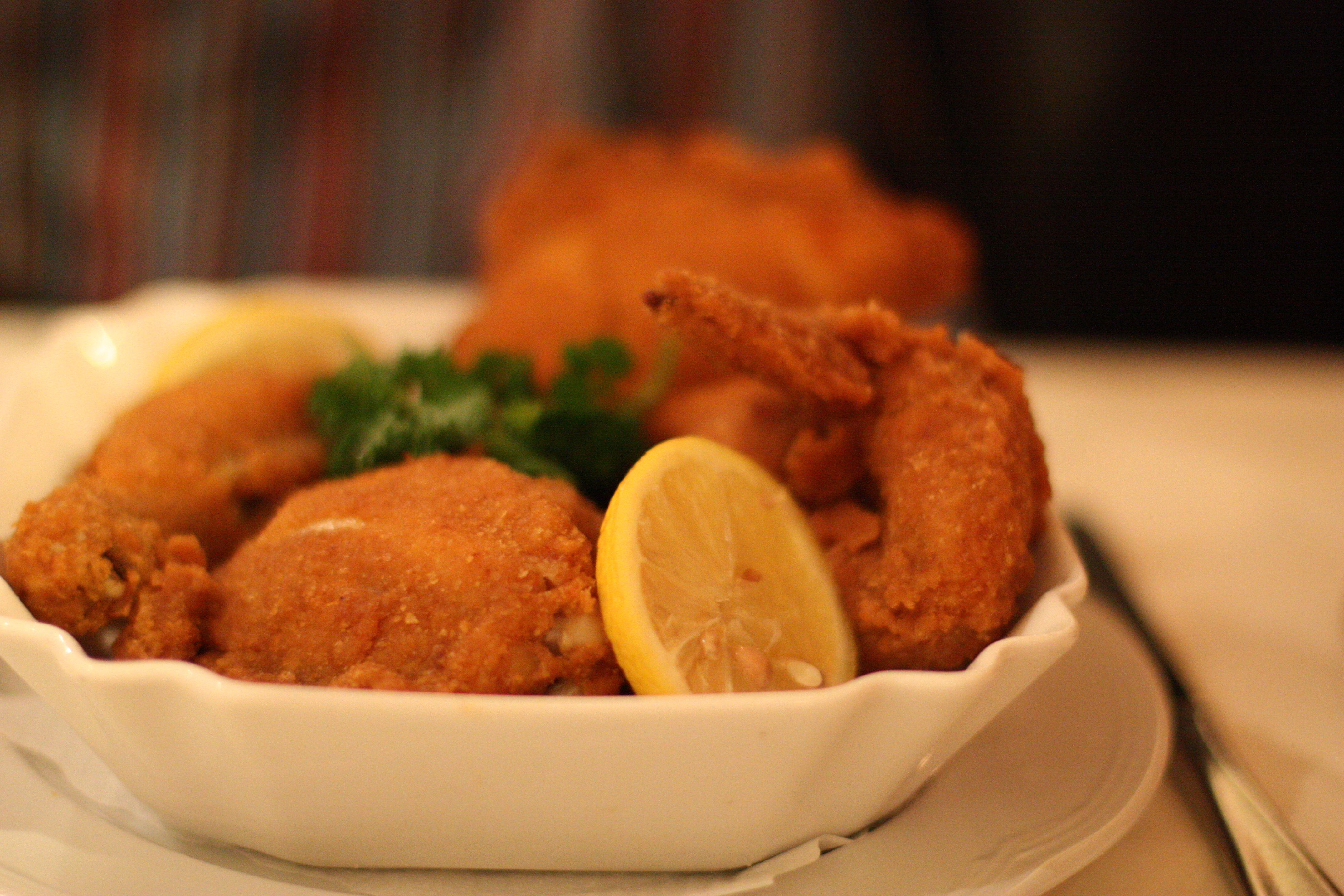
Backhendl

Backhendl (även Backhähnchen, franska: poulet frit à la viennoise) är sedan 1700-talet en wiensk specialitet från det österrikiska köket.
Till rätten används en ungkyckling (österrikiska: ”Hendl”) som kryddas med salt och svartpeppar och gnids in med lite citronsaft. Den delas i två bröstbitar, två lårbitar och vingar. Kycklingdelarna vänds i vetemjöl och doppas därefter i uppvispat ägg och sist i ströbröd. Därefter steks de i rikligt med smör eller olja eller friteras i en fritös eller i en panna med lock. Traditionellt används även lever, hjärta och mage, även dessa panerade. Kycklingen serveras med friterad persilja, citronklyftor och sallat eller potatissallad. På restauranger är det vanligt att man förkokar köttet före paneringen om man använder äldre djur.
Ursprungligen var tillagningssättet ett annat. Kycklingen benades ur och köttet bankades ut med en köttyxa, panerades och stektes. Under 1800-talets första hälft ansågs Backhendl vara en maträtt förbehållen aristokratin och den övre medelklassen.